# Suzanne Kohn
Pour les articles homonymes, voir Kohn.
Suzanne Kohn, née le 15 février 1911 à Paris et morte le 19 septembre 2000 à Tourrette-Levens, est une aviatrice française.

## Biographie
Née en 1911, Suzanne Kohn est née dans une famille juive aisée fille d’Alexandre Kohn (1864-1940), négociant, fondateur de la sucrerie d'Épernay et de Marguerite Lévy, et est aussi la sœur d'Antoinette qui deviendra plus tard une peintre reconnue également résistante durant la seconde guerre mondiale.
Dès 15 ans, elle suit des cours d’aviation.
A l'âge de 16 ans, elle publie un roman et l'année suivante un recueil de poèmes
.
En juin 1936, elle passe avec succès le brevet de pilotage, et en avril 1937, le brevet d'acrobatie.
Suzanne Kohn est la première femme à réaliser, du 25 mai au 19 juin 1939, le raid Paris-Madagascar.
Elle obtient le grade de Lieutenant en 1945.
En 1971, elle épouse Georges Groussard.
En septembre 2000, elle meurt à l'âge de 89 ans.

## Décorations
- Médaille de la Résistance française avec rosette (décret du 24 avril 1946)